# اشتدن

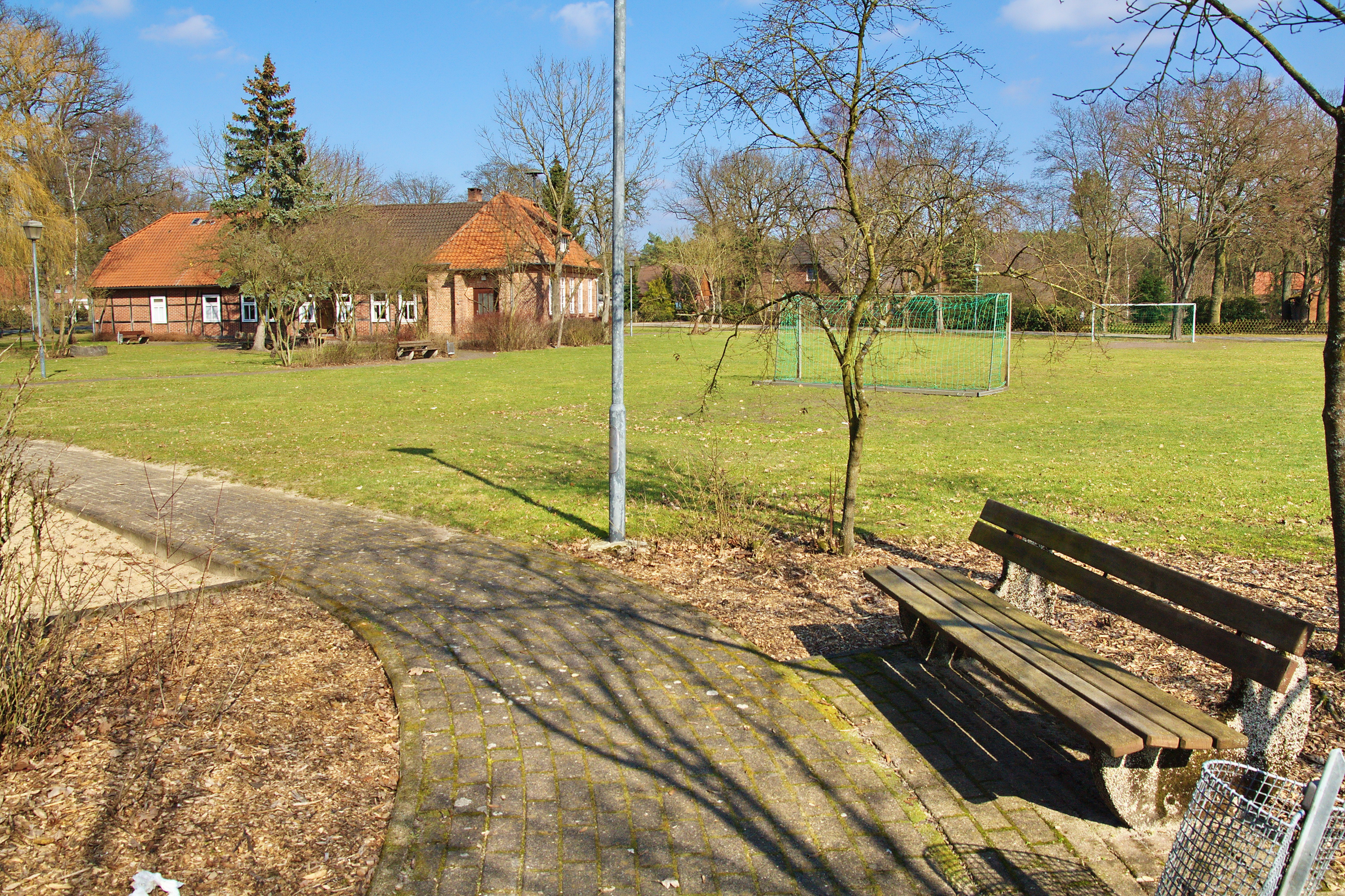
نمایی از «اشتدن» یک منطقهٔ مسکونی در آلمان

اشتدن (به آلمانی: Stedden) یک منطقهٔ مسکونی در آلمان است که در وینزن ان در آلر واقع شده‌است. اشتدن ۳۰۰ نفر جمعیت دارد.